# Kiril Pawlikianow
Kiril Pawlikianow (auch Kiril Pavlikianov, Kiril Pavlikjanov, Kyrill Pavlikianov, Cyril Pavlikianov, bulgarisch Кирил Парашкевов Павликянов; * 5. August 1965 in Sofia) ist ein bulgarischer Byzantinist.
Pawlikianow studierte von 1986 bis 1987 an der Universität Sofia Geschichte. Seit 1987 studierte er an der Universität Athen Geschichte und Byzantinistik und erhielt 1994 den Magister, 1997 wurde er promoviert. Seit 1998 lehrte er zunächst Neugriechisch an der Universität Sofia. 2001 wurde er dort Professor für Byzantinische Philologie, 2004 erfolgt seine Habilitation für mittelalterliche Geschichte. Seit 2006 lehrt er dort als o. Professor für Byzantinische Philologie und Paläographie.
Sein Forschungsgebiet ist insbesondere die Geschichte der Klöster auf dem Berg Athos.

## Veröffentlichungen
- The Medieval aristocracy on Mount Athos. The philological and documentary evidence for the activity of Byzantine, Georgian, and Slav aristocrat and eminent churchmen in the monasteries of Mount Athos from the 10th to the 15th century. Sofia University Press, Sofia 2001. ISBN 954-07-1595-4.
- The Athonite monastery of Vatopedi from 1480 to 1600. The philological evidence of twenty-eight unknown post-byzantine documents from its archives. Faber, Sofia 2006. ISBN 954-775-545-5; ISBN 978-954-775-545-1.
- Σλάβοι μοναχοὶ στὸ Ἅγιον Ὄρος ἀπὸ τὸν Ι’ ὣς τὸν ΙΖ’ αἰῶνα. University Studio Press, Thessaloniki 2002. ISBN 960-12-1142-X (= Dissertation).
- Istorija na Bălgarskija Svetogorski Manastir Zograf ot 980 do 1804 g. Svidetelstvata na dvadeset i sedem neizvestni dokumenta. History of the Bulgarian Athonite Monastery of Zografou from 980 to 1804. The evidence of twenty-seven unknown documents. Universitetsko Sv. Kliment Ochridski, Sofia 2005. ISBN 954-07-2260-8.
- The Athonite Monastery of Vatopedi from 1462 to 1707. The archival evidence. St. Kliment Ohridski University Press, Sofia 2008. ISBN 978-954-07-2752-3.
- The early years of the Bulgarian Athonite monastery of Zographou (980–1279) and its Byzantine archive. Critical edition of the Greek and Slavic documents. University of Sofia St. Kliment Ohridski, Faculty of Classical and Modern Philology, Sofia 2011. ISBN 978-954-8536-02-8.
- The Mediaeval Greek and Bulgarian Documents of the Athonite Monastery of Zographou. University of Sofia «St. Kliment Ohridski», Sofia 2014 (University Library, vol. 512), pp. 912. ISBN 978-954-07-3882-6.